# トマス・エリザルデ
トマス・エリザルデ（Tomás Elizalde、2002年11月18日 - ）は、アルゼンチンのラグビー選手。

## プロフィール
- アルゼンチン・サルタ出身[1]。
- ポジションはスクラムハーフ(SH)。
- 身長 182cm、体重 90kg
- U20アルゼンチン代表に選ばれたことがある[2]。

## 略歴
2024年、パリ五輪の7人制アルゼンチン代表に選ばれた。